# Thunbergia gregorii
Thunbergia gregorii là danh pháp khoa học của một loài dây leo thân thảo sống lâu năm trong họ Ô rô, bản địa khu vực Đông Phi và đôi khi được trồng làm dây leo cảnh. Các bông hoa tươi màu và có màu cam tinh khiết giúp phân biệt nó với loài có quan hệ họ hàng là Cát đằng cánh.
Spencer Le Marchant Moore mô tả loài này năm 1894, đặt tên nó theo John Walter Gregory. Trong phạm vi chi Thunbergia, nó có quan hệ họ hàng gần nhất với T. alata, và cả hai được đặt trong phân chi Parahexacentris. Tên gọi phổ biến trong tiếng Anh của nó là clockvine có liên quan đến dạng dây leo cuộn xoắn ốc lên phía trên của nó theo chiều kim đồng hồ.
Thunbergia gregorii là loại dây leo thường xanh mọc cao tới 2,4–3 m (8–10 ft) hoặc mọc bò lan rộng trên mặt đất khi không có vật đỡ để leo.
Thunbergia gregorii thụ phấn nhờ ong.
Chịu lạnh tới −1 °C (30 °F), Thunbergia gregorii ra nhiều hoa và thậm chí là quanh năm trong khu vực khí hậu nóng, trong khi ở khu vực khí hậu mát mẻ hơn thì nó chỉ ra hoa vào mùa hè hay mùa thu.
Nhân giống bằng cành giâm được thực hiện trong mùa hè.